# Odo
Odo là một chi nhện trong họ Zoridae.